# Dong (film)
Pour les articles homonymes, voir Dong.
Pour plus de détails, voir Fiche technique et Distribution.
Dong (东, Dong) est un film documentaire sur le peintre chinois Liu Xiaodong réalisé par Jia Zhangke et sorti en 2006.

## Synopsis
Jia Zhang Ke suit le travail du  peintre chinois Liu Xiaodong à travers deux œuvres de l'artiste : la première se fait au village de Fengjie, bientôt englouti par les eaux à la suite de la construction du barrage des Trois-Gorges. Liu Xiadong y peint les ouvriers au travail et dans la détente. La deuxième met en scènes des jeunes femmes de Bangkok, belles et sensuelles. 
Le cinéaste et le peintre nous montre la simplicité des corps et la dignité du peuple chinois, grâce aux toiles lumineuses et aux scènes du quotidien.

## Fiche technique
- Titre : Dong
- Titre original : 东
- Réalisation : Jia Zhangke
- Scénario : Jia Zhangke
- Photo : Yu Lik-wai, Jia Zhangke, Chow Chi-sang et Tian Li
- Son : Zhang Yang
- Décor : Liu Qiang
- Musique : Lim Giong
- Montage : Kong Jing Lei
- Production : Keung Chow
- Société de production : Xstream Pictures
- Pays de production :  Hong Kong,  Chine
- Format : Couleurs - 1,85:1 - son Stéréo - HD
- Genre : Documentaire
- Durée : 66 minutes
- Dates de sortie :
  - Italie : 5 septembre 2006 au festival de Venise
  - Canada : 14 septembre 2006 au festival de Toronto

## Distribution
- Liu Xiaodong : Lui-même

## Distinctions
- (en) Récompenses pour Dong sur l’Internet Movie Database pour toutes les récompenses et nominations